# Červenáček ohnivý
Červenáček ohnivý (Pyrochroa coccinea) je brouk z čeledi červenáčkovití. Vyskytuje se na území České i Slovenské republiky a celé Evropy až po jih Norska a střední Švédsko a Finsko. Žije v listnatých lesích a na jejich okrajích pod kůrou stromů. Dospělý brouk dosahuje velikosti až 18 milimetrů. Živí se rostlinnými šťávami a medovicí z mšic. Larvy jsou dravé a živí se larvami jiných druhů.